# Kwan Hi Lim
Kwan Hi Lim (koreanisches Alphabet:임관희) (* 11. Juli 1922 auf Maui; † 22. Dezember 2008 in Honolulu) war ein US-amerikanischer Schauspieler.

## Leben
Kwan Hi Lim wurde als US-Amerikaner koreanischer Abstammung geboren. Ab 1953 arbeitete er als Rechtsanwalt, bis er 1990 in den Ruhestand ging.
Während er in seinen vierziger Jahren mit einigen Touristen flirtete, entdeckte ihn ein Casting-Direktor der Serie Hawaii Fünf-Null, in welcher er in 26 Folgen zu sehen war. Ebenfalls bedeutend war seine Rolle als Lt. Yoshi Tanaka des Honolulu Police Department in der Serie Magnum. Hier wirkte er in 27 Folgen mit.
Lim hatte nie eine formelle Ausbildung im Laufe seiner Schauspielkarriere. Nach seiner Rolle in Magnum arbeitete er gelegentlich am Family Court System von Honolulu als Richter.

## Filmografie (Auswahl)
- 1970–1980: Hawaii Five-O
- 1973: The Brian Keith Show (in D: Der nächste, bitte!)
- 1974: Inferno in Paradise
- 1976: The Killer Who Wouldn’t Die
- 1976: Sanford and Son
- 1978: Der Sechs-Millionen-Dollar-Mann
- 1978: The Islander
- 1978: Frozen Assets
- 1978: Acapulco Gold
- 1979: Seven
- 1982–1987: Magnum
- 1983: Die verwegenen Sieben
- 1986: Mord ist ihr Hobby (in der Rolle des Lt. Tanaka aus Magnum)
- 1987: Hard Ticket to Hawaii
- 1988: NAM – Dienst in Vietnam
- 1989–1990: Dr. Kulani – Arzt auf Hawaii (Island Son)